# NGC 5536
NGC 5536 (другие обозначения — UGC 9136, MCG 7-29-57, ZWG 219.64, IRAS14143+3944, PGC 50986) — спиральная галактика с перемычкой (SBa) в созвездии Волопас.
Этот объект входит в число перечисленных в оригинальной редакции «Нового общего каталога».